# القط والتنين:أسوأ مغامرات مورتي
القط والتنين: أسوأ مغامرات مورتي (بالإنجليزية: Claw and Hoarder: Special Ricktim's Morty) هي الحلقة الرابعة من الموسم الرابع من مسلسل الرسوم المتحركة من إنتاج أدلت سويم التلفزيوني ريك ومورتي. كتبه جيف لوفينيس وأخرجه أنتوني تشون، تم بث الحلقة في 8 ديسمبر 2019.

## الحبكة
بعد أن يضايقه مورتي من أجل الحصول على تنين، يعقد ريك على مضض صفقة مع ساحر يقوم بإنشاء عقد روح بين مورتي والتنين بالثروماو. يحاول مورتي أن يلعب بالتروماو ولكن من الواضح أن بالثروماو يكره مورتي. غاضباً من بالتروماو الذي ألحق الضرر بالأرض بشخيره الناري، كان ريك على وشك طرد التنين، لكن كلاهما في نهاية المطاف يدركان أن لديهما الكثير من القواسم المشتركة ويرتبطان روحياً عن غير قصد. ثم يصل الساحر ويتهم بالثروماو بأنه «تنين فاسق» ويأخذه بعيدًا ليتم إعدامه. يساعد ريك مورتي في إنقاذ بالثروماو، لأن رابطة الروح تعني أنه سيموت إذا مات بالثروماو. بمساعدة «تنانين الفاسقة» الأخرى، يستطيع ريك ومورتي قتل الساحر وتحرير جميع التنانين من العبودية وكسر رابطة الروح. أصبح ريك ومورتي غير مرتاحين الآن لكيفية ظهور التنانين الجنسية وتعلق بالثروماو.
في هذه الأثناء، يقابل جيري قطة ناطقة في غرفة نومه، لكن ريك يصر على أنه لا علاقة له بذلك. تقنع القطة جيري بأخذها إلى فلوريدا ليجد متعة في حفلة على الشاطئ، لكن القطة تخون جيري بإتهامه بالتغوط على الشاطئ. في وقت لاحق، ينتهي الأمر بالقط إلى إزعاج الجميع في الحفلة، مما يؤدي إلى طردهم. يقوم ريك وجيري بفحص عقل القطة لمعرفة سبب قدرتها على التحدث، ويشعران بالرعب مما يرونه. يطاردون القطة بعيداُ ويمحو ريك ذكرى جيري عن الحادث.
في مشهد ما بعد التتمة، يلتقي القط المتكلم مع بالثروماو ويسأله عما إذا كان يمكنه نقله إلى فلوريدا.

## الصب
تضم الحلقة الممثلين الضيوف ليام كونينغهام في دور بلثروماو التنين، وماثيو برودريك في دور القط المتكلم، وتوم كيني في دور شادو جاكر.

## الاستقبال

### البث والتقييمات
تم بث الحلقة بواسطة أدلت سويم في 8 كانون الأول 2019. وفقًا لـ نيلسن ميديا ريسيرش، شوهدت حلقة «القط والتنين: أسوأ مغامرات مورتي» من قبل 1.63 مليون مشاهد منزلي في الولايات المتحدة وحصل على تصنيف 0.98 بين الفئة العمرية 18-49 للبالغين.

### الحماس
كتب جيسي شيددين من آي جي إن أن «الحلقة تصنف للأسف من بين أكبر الأخطاء في العرض». منح ستيف غرين من IndieWire الحلقة بتقدير "B" واصفاً إياها بأنها محاكاة ساخرة للخيال العالي، مع مساهمتين مذهلتين في فريق التمثيل للحفاظ على هذا الفصل الرقيق.

## وصلات خارجية
- حلقة القط والتنين:أسوأ مغامرات مورتي على قاعدة بيانات الأفلام على الإنترنت

[[: تصنيف: حلقات ريك ومورتي|تصنيف: حلقات ريك ومورتي]
]